# تريمر
Thrymr أو زحل الثلاثين ، هو قمر لكوكب زحل. اكتشفه بريت جلادمان Gladman وآخرون. في عام 2000 ، والتعيين مؤقت له S/2000 S 7
يبلغ قطره نحو 5.6 كيلومتر ، و يدور حول زحل في مدار على مسافة متوسطة من 20،810 ميغامتر في 1120.809 يوم ، على ميل من 175 درجة لمسير الشمس (151 ° لزحل خط الاستواء) ، في اتجاه رجعي و الشذوذ المداري 0.453.
تشكل تريمر من حطام فوبي Phoebe في مرحلة ما من الماضي.
اسمه مشتق من الميثولوجيا الإسكندنافية